# Amchitka
Đảo Amchitka (/[invalid input: 'icon']æmˈtʃɪtkə/; Amchixtax̂ trong tiếng Aleut) là một đảo trong nhóm đảo Rat thuộc quần đảo Aleut tây nam Alaska. Đây là một đảo không ổn định tectonically, núi lửa. Đảo này thuộc Khu trú ấn động vật hoang dã quốc gia hải dương Alaska. Đảo này dài 68 kilômét (42 mi) và rộng 3 đến 6 km (1,9 đến 3,7 mi). Đảo có khí hậu đại dương với nhiều bão và mostly overcast skies.
Tại đảo này vào năm 1971, Ủy ban năng lượng nguyên tử Hoa Kỳ thực hiện vụ thử hạt nhân dưới lòng đất lớn nhất trong lịch sử Hoa Kỳ, mã hiệu Cannikin.
Đảo này đã có dân định cư người Aleut 2500 năm nhưng từ năm 1832 không còn dân định cư lâu dài. Đảo này bao gồm trong Alaska Purchase năm 1867, và từ đó thuộc Hoa Kỳ. Trong thế chiến 2, nó đã được sử dụng làm một sân bay bởi lực lượng Hoa Kỳ trong chiến dịch các đảo Aleut.
Amchitka đã được Ủy ban năng lượng nguyên tử Hoa Kỳ chọn làm nơi thực hiện vụ thử hạt nhân dưới lòng đất lớn nhất trong lịch sử Hoa Kỳ, mã hiệu Cannikin. Ba cuộc thử nghiệm này được tiến hành: Long Shot, một vụ nổ 80 kilô tấn (330 TJ) vào năm 1965; Milrow, một vụ nổ 1 mêga tấn (4,2 PJ) vào năm 1969; và Cannikin năm 1971 – vơi 5 Mt (21 PJ), là vụ thử dưới lòng đất lớn nhất từn được Hoa Kỳ thực hiện. Các vụ thử gây tranh cãi cao với việc các nhóm hoạt động môi trường lo sợ rằng vụ nổ Cannikin nói riêng sẽ gây ra các vụ động đất và sóng thần. Amchitka nay không còn được sử dụng để thử nghiệm hạt nhân dù nó đang được giám sát rò rỉ vật liệu phóng xạ.